# ارنستو دومینگز
ارنستو دومینگز (انگلیسی: Ernesto Domínguez؛ زادهٔ ۹ مارس ۱۹۴۱) بازیکن فوتبال اهل اسپانیا است.
از باشگاه‌هایی که در آن بازی کرده‌است می‌توان به باشگاه فوتبال اسپانیول، باشگاه ورزشی رئال مایورکا، و باشگاه فوتبال لوانته اشاره کرد.
وی همچنین در تیم‌های ملی فوتبال زیر ۱۸ سال اسپانیا، Spain B national football team، و اسپانیا بازی کرده‌است.